# Izomerază
O izomerază este o enzimă care catalizează procesul chimic de izomerizare, adică de transformare a unui izomer în altul. Izomerazele permit reacții de transpoziție intramoleculară, în care legături chimice se rup și se formează. Reprezentarea generală a procesului care are loc este:
{\displaystyle {\ce {A-B -> B-A}}}